# ربيعة الناصري

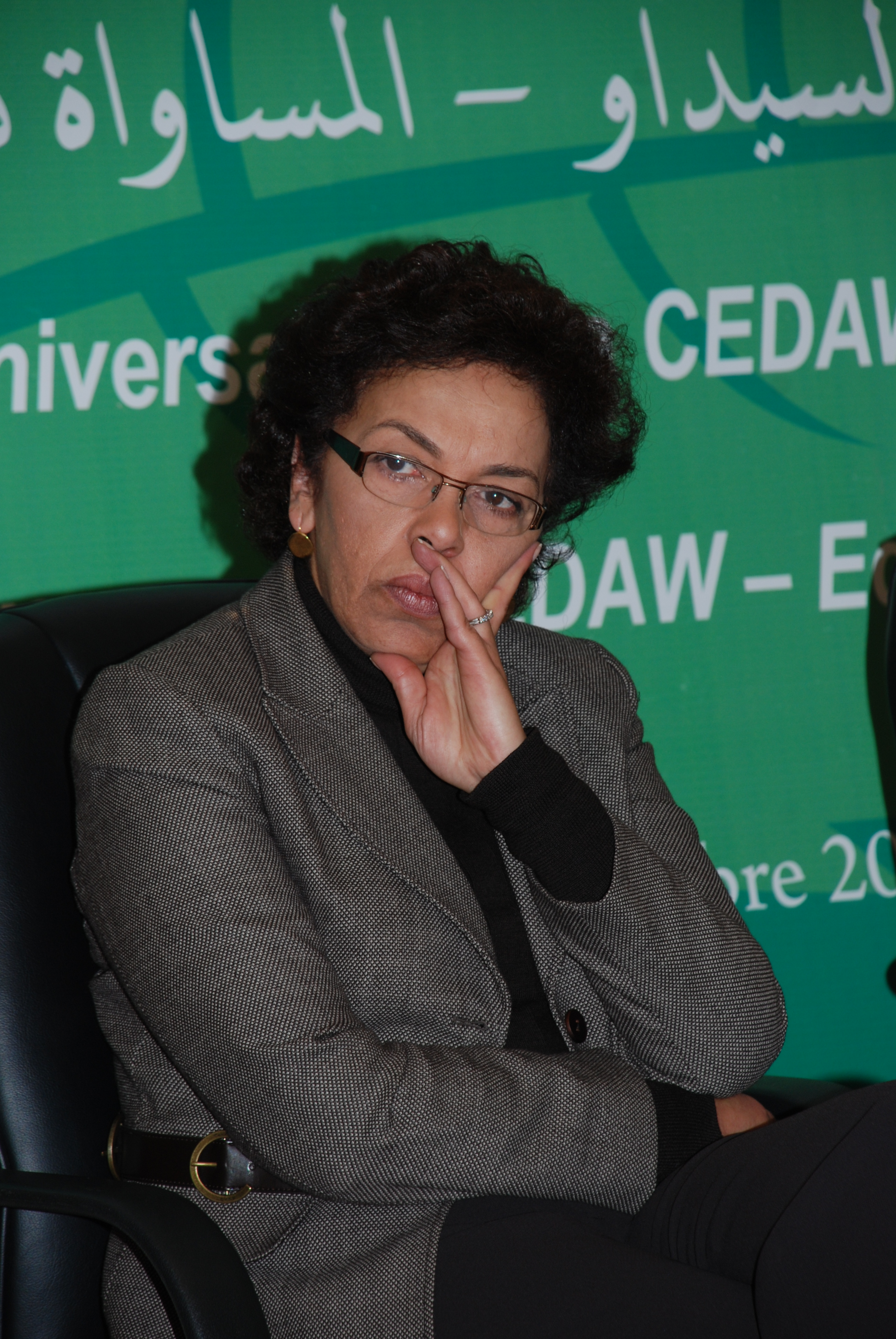
ربيعة الناصري خلال الاحتفال الإقليمي (MENA) في الذكرى الثلاثين لاعتماد اتفاقية القضاء على جميع أشكال التمييز ضد المرأة في الرباط

ربيعة الناصري مواليد الدار البيضاء في (10 فبراير 1954) هي خبيرة مغربية في قضايا حقوق المرأة وناشطة حقوقية مدافعة غن قضايا المساواة بين الجنسين، عضو مؤسس في الجمعية الديمقراطية لنساء المغرب ورئيستها السابقة وواحدة من مؤسسي الجمعية المغربية لحقوق الإنسان (OMDH) وعضوة باللجنة التنفيذية للشبكة الأورومتوسطية لحقوق الإنسان، أستاذة جامعية سابقة بكلية الآداب والعلوم الإنسانية بالرباط وحاليا، عضوة في المجلس الوطني لحقوق الإنسان.
أثارت الناصري جدلا واسعا في المغرب بعد دعوتها للمساواة بين المرأة والرجل في الإرث إثر صياغتها تقريراً حول المساواة بين الجنسين.
وفقا لربيعة، فإن هذا الشر الذي يهاجم مجتمعنا للأسف لا يعتبر ذا أهمية حقيقية. «المسؤولون لا يرون العنف ضد المرأة كمشكلة اجتماعية».
يجب أن يكون معروفًا أن القانون 103-13 يجلب عددًا معينًا من المستجدات. إنه يشدد العقوبات عن طريق زيادة الغرامات وفترة السجن لأي شخص يدان بارتكاب العنف أو التحرش الجنسي أو التشهير أو إهانة الشخص كامرأة. لا يزال من الضروري أن تذهب الضحايا الإناث لتقديم شكوى. خطوة يجرؤ القليل من النساء المغربيات على فعلها، بسبب مظهر المجتمع وصعوبات القيام بذلك. بالنسبة لالناصري، فان النساء المغربيات اعتدن على العيش من خلال محاولة الالتفاف حول المشكلة وبناء جدران غير مرئية في المساحات الحضرية.

## السيرة الذاتية

### مشوارها المهني
بعد حصولها على شهادة البكالوريا في سن السابعة عشرة، سافرت إلى مونبلييه لدراسة الصيدلة. بعد عامين، عادت إلى أرض الوطن ودرست علم الجغرافيا في كلية الآداب والعلوم الإنسانية بالرباط. بعد إنهائها لأطروحة الدكتوراه، بدأت الناصري مشوارها المهني كمدرسة جامعية في كلية الآداب والعلوم الإنسانية الدار البيضاء قسم جغرافيا ثم تحولت إلى كلية الرباط.

### الالتزام السياسي والجمعوي
تحولت مسيرة ربيعة الناصري إلى النضال الجمعوي سواء في الميدان النقابي أو السياسي بعد سنتين قضتهما في مونبلييه بفرنسا بين عامي 1972 و1974. عند عودتها إلى المغرب في عام 1974، أصبحت عضواً نشطاً في الحزب التقدمي والاشتراكي (PPS) رغم عدم تقلدها أي مسؤولية داخل الحزب. في عام 1985، وخلال تأسيس الجمعية الديمقراطية لنساء المغرب التي تعد عضوا مؤسسا لها، تخلت عن الهياكل الحزبية لتجسّد الحركة النسوية المغربية وتكرس نفسها للعمل المشترك من أجل حقوق المرأة، من خلال استثمار نفسها بشكل كامل في الكفاح من أجل المساواة والمواطنة.
كانت ربيعة حساسة بشكل خاص لقضايا تعليم المرأة وتدريس الفتيات. مما جعلها تصب كامل اهتماماتها وأبحاثها في هذا المجال ليرشحها مستشار الملك عبد العزيز مزيان بلفقيه عضوة في المجلس الأعلى للتعليم، كما تعد عضو مؤسس في «لجنة دعم تعليم الفتيات في المناطق الريفية» (CSSF)، التي أنشئت في عام 1997. كما ساهمت بشكل كبير في توطيد العلاقات مع الحركة النسوية في المنطقة المغاربية. وكجزء من التحضير لمؤتمر المرأة العالمي الرابع في بكين، تم إنشاء مجموعة مكونة من ست جمعيات نسائية من تونس والجزائر والمغرب في أكتوبر / تشرين الأول 1991 تحت اسم "Collectif 95 Maghreb Egalité".

## عضوية
- عضو مؤسس في الجمعية الديمقراطية لنساء المغرب
- عضوة باللجنة التنفيذية للشبكة الأورومتوسطية لحقوق الإنسان
- عضو اللجنة الدائمة للتربية والتكوين للجميع والولوجية.
- أستاذة التعليم العالي بكلية الآداب والعلوم الإنسانية.
- عضو المجلس الوطني لحقوق الإنسان.[5]
- خبيرة في قضايا النوع الاجتماعي وحقوق المرأة.
- مديرة مكتب الأبحاث والدراسات حول التنمية النوعية والديمقراطية في الرباط[6]
- عضو مؤسس للمنظمة المغربية لحقوق الإنسان (OMDH).

## حياتها الخاصة
كانت متزوجة من الراحل التهامي الخياري مؤسس حزب جبهة القوى الديمقراطية ولها بنتان.

## منشورات عامة
تعد رابعة الناصري مؤلفة لعدد من المنشورات والمساهمات حول حقوق المرأة.
- الحركة النسائية في المغرب، إصدارات قضايا المرأة 2014[8]
- من خطة العمل إلى القيام بالعمل؟
- مناقشة مشروع قانون الجنسية في البرلمان
- لآليات المؤسسية لحقوق المرأة في المنطقة الأورو-متوسطية (مؤلف مشارك)، المجلس الثقافي البريطاني / الاتحاد الأوروبي؛ 2008
- دليل الدعوة لإصلاح قانون الأسرة في الدول العربية (شارك في تأليفه)؛ Demos Consulting / MEPI، Rabat، 2008
- الحركة النسائية في المنطقة المغاربية، اسكوا، بيروت، لبنان 2007
- حقوق المرأة في منطقة الشرق الأوسط وشمال أفريقيا، المواطنة والعدل، تقرير حول المغرب، دار الحرية، واشنطن، 2005
- الحركة النسائية في المنطقة المغاربية، مساهمة في نشر مجلة Araida، الجامعة الأمريكية في بيروت؛ 2004.